# Buviniden
Die Buviniden sind die Familie des Grafen Buvinus (oder Bouvin) von Metz, die vom Beginn des 9. bis zur Mitte des 10. Jahrhunderts in der französischen, burgundischen und italienischen Geschichte eine herausragende Rolle spielte.
Die wichtigsten Familienmitglieder waren:
- Boso († 887), König von Niederburgund
- Ludwig der Blinde († 928), König von Niederburgund und Italien, römischer Kaiser
- Richard der Gerichtsherr (858–921), Herzog von Burgund
- Rudolf († 936), Herzog von Burgund, König von Frankreich
- Hugo der Schwarze († 952), Herzog von Burgund

sowie in weiblicher Linie
- Giselbert († 956), Herzog von Burgund

## Stammliste
1. Richard, Graf von Amiens 801/825 – vermutliche Vorfahren siehe Stammliste der Karolinger#Die Nachkommen des Abtes Hieronymus
  1. Richard ostiarius, 834/839 bezeugt, geht 834 mit Lothar I. nach Italien
  2. Buvinus (Bouvin), 842/862, Graf von Metz, Abt von Gorze ⚭ NN, Tochter von Boso dem Alten Graf von Arles, Graf in Italien (Bosoniden)
    1. Boso, † 1. November 887, 870 Graf von Vienne, 876 Herzog von Italien, 879 König von Niederburgund, ⚭ März/Juni 876 Ermengarde von Italien, * wohl 852/855, † 896 (vor dem 22. Juni) Tochter des Königs und Kaisers Ludwig II. (Karolinger)
      1. Engelburga, * wohl 877, † nach Januar 917; ⚭ vor 910 Wilhelm I. Herzog von Aquitanien, † 6. Juli 918
      2. Töchter, 887 bezeugt
      3. Ludwig III. Bosonides genannt der Blinde, † 5. Juni 928 in Arles, 887 König von Provence, 900–905 König von Italien, 901/902 römischer Kaiser, 905 geblendet; ⚭ I um 900 Anna von Byzanz, * 886/888, † vor 914, Tochter des Kaisers Leo VI.; ⚭ II vor 18. Januar 914 Adelheid von Burgund, Tochter des Königs Rudolf I. (Welfen)
        1. (I) Karl Konstantin, * wohl 901, † nach Januar 962, 928/930 Graf von Vienne; ⚭ Teutberga von Troyes († nach 960) Tochter des Grafen Warnarius und Teutberga von Arles
          1. Richard, † nach Januar 962
          2. Robert, † wohl nach Mai 976
          3. Konstanze (Constance); ⚭ Boso II., † 965/967, 935 Graf von Avignon, 949 Graf von Arles (Haus Provence)

        2. (II) Rudolf († nach 19. März 929)

    2. Richilde (Richeut), † 2. Juni 910; ⚭ 22. Januar 870 Karl der Kahle, † 6. Oktober 877, 843 König von Neustrien, 875 römischer Kaiser (Karolinger)
    3. Richard der Gerichtsherr (Richard le Justicier), † 921, 876 Graf von Autun, wohl 880 Herzog von Burgund; ⚭ Adelheid, 921–928/929 bezeugt, Schwester von Rudolf I. König von Burgund (Welfen)
      1. Rudolf (Raoul), † 15. Januar 936, 921/936 Herzog von Burgund, 923/936 König von Frankreich, begraben in der Abtei Sainte-Colombe in Sens; ⚭ 910/914 Emma, † Ende 934, Tochter des französischen Königs Robert I. (Kapetinger, Robertiner)
        1. Sohn, † wohl 934

      2. Richilde (Richeut), 948/955 bezeugt; ⚭ Liétaud II. Graf von Mâcon, † 7. September 965
      3. Hugo der Schwarze (Hugues le Noir), † 17. Dezember 952, 936 Graf und Markgraf von Provence, Herzog von Burgund
      4. Boso I., † 935 nach 13. September, Graf von Provence; ⚭ um 928 Bertha von Arles, † nach 18. August 965, Tochter von Boso, Markgraf von Tuscien (Bosoniden), heiratet in zweiter Ehe um 936 Graf Raimund von Rouergue, Markgraf von Septimanien, 936 Herzog von Aquitanien, † 961/965

    4. Radbert, 859/879, Bischof von Valence
    5. Tochter ⚭ NN
      1. Walo, Bischof von Autun
      2. Manasse, Graf, wohl Manasses der Ältere von Vergy
        1. Giselbert (Gilbert), † 956, Graf von Autun, 923 Herzog von Burgund, 952 Graf von Burgund
          1. Liutgard (Liégard) ⚭ um Ostern 955 Otto, * wohl 944, † 22./23. Februar 965, 956 Herzog von Burgund (Kapetinger, Robertiner)
          2. Adelheid (Adélaide); ⚭ I vor 950 Robert von Vermandois, † 19./29. August 967, 946 Graf von Meaux, 956 auch Graf von Troyes (Karolinger); ⚭ II Lambert Graf von Chalon-sur-Saône, † 22. Februar 979